# Чернобай, Семён Панкратьевич
Семён Панкратьевич Чернобай (15 (27) мая 1898 года, с. Кременное, Бахмутский уезд, Екатеринославская губерния — 14 ноября 1968 года, Ленинград) — советский военный деятель, генерал-майор танковых войск (14 октября 1942 года).

## Начальная биография
Семён Панкратьевич Чернобай родился 15 (27) мая 1898 года в селе Кременное Бахмутского уезда Екатеринославской губернии.

## Военная служба

### Первая мировая и гражданская войны
В августе 1916 года призван в ряды Русской императорской армии и направлен в запасной батальон, дислоцированный в Киеве, после окончания учебной команды в составе запасного батальона в сентябре того же года переведён в 165-й пехотный полк, а в январе 1917 года — в 38-й инженерный полк, в составе которых принимал участие в боевых действиях на Юго-Западном фронте. В 1917 году младший унтер-офицер С. П. Чернобай избирался председателем солдатского комитета полка.
15 ноября 1917 года вступил в Макеевский красногвардейский отряд, в составе которого назначен командиром роты и затем принимал участие в подавлении восстания под руководством генерала А. М. Каледина в районе Юзовки, Таганрога, Ростова-на-Дону и Новочеркасска. 1 марта 1918 года назначен командиром Ясиноватского красногвардейского отряда, который вёл боевые действия против немецких войск в районе Ростова-на-Дону, Батайска и Азова.
С 1 апреля 1918 года служил начальником связи в составе Таганрогского отряда, 4-й колонны и отдельного отряда шариатских войск горских национальностей участвовал в боях против войск под командованием генералов Л. Г. Корнилова и П. Н. Краснова на Дону и Северном Кавказе. 21 января 1919 года назначен командиром батальона связи в составе 1-й стрелковой дивизии, после чего участвовал в отходе 11-й армии с Северного Кавказа.
С 12 июня 1919 года служил начальником связи 13-й стрелковой дивизии, с 8 октября 1919 года — начальником связи 31-й Туркестанской стрелковой дивизии, а со 2 января 1920 года — начальником связи 8-й армии в составе Южного фронта и принимал участие в боевых действиях против войск под командованием А. И. Деникина.
4 марта 1920 года С. П. Чернобай назначен на должность начальника связи Управления войск связи Северо-Кавказского военного округа, а 17 мая того же года — на должность начальника связи 2-й конной армии и участвовал в боях против войск под командованием генерала Н. Н. Врангеля на юге Украины и в Крыму.

### Межвоенное время
В августе 1921 года С. П. Чернобай назначен на должность командира отдельного конного дивизиона связи Северо-Кавказского военного округа, а 6 октября того же года — на должность командира эскадрона связи в составе 2-й Ставропольской кавалерийской дивизии имени М. Ф. Блинова. С 15 апреля 1922 года учился на повторных курсах при Высшей школе связи в Москве, после окончания которых 7 сентября того же года вернулся на прежнюю должность.
С 11 октября 1923 года служил начальником связи 9-го стрелкового корпуса, с октября 1924 года — командиром отдельной роты связи в составе этого же корпуса, а с 11 мая 1925 года — младшим инженером связи в Управлении связи Северо-Кавказского военного округа.
В сентябре 1925 года направлен на учёбу на Курсы усовершенствования командного состава связи в Ленинграде, после окончания которых 15 сентября 1926 года назначен помощником инженера связи Управления связи Северо-Кавказского военного округа, а в период с 12 октября по 1 ноября того же года исполнял должность начальника связи этого же Управления связи.
С 18 января 1929 года проходил подготовку на курсах усовершенствования высшего начальствующего состава при Военной академии имени М. В. Фрунзе, после окончания которых 24 марта того же года вернулся на должность помощника инженера связи Управления связи Северо-Кавказского военного округа.
В декабре 1930 года направлен на учёбу в Военно-технической академии РККА. В 1931 году вступил в ряды ВКП(б). В ноябре 1931 года переведен на учёбу на командно-инженерный факультет Военной академии механизации и моторизации РККА имени И. В. Сталина, который окончил в ноябре 1936 года.
С 5 февраля 1937 года полковник С. П. Чернобай служил командиром 8-го механизированного полка в составе 8-й кавалерийской дивизии (1-я Краснознамённая армия), с 29 ноября 1939 года — командиром 7-й легкотанковой бригады, а 11 марта 1941 года — командиром 59-й танковой дивизии (2-я Краснознамённая армия, Дальневосточный фронт).

### Великая Отечественная война
С началом войны находился на прежней должности.
10 июля 1941 года назначен на должность командира 109-й отдельной танковой дивизии, однако 9 сентября того же года переведён на должность начальника автобронетанкового отдела 43-й армии. В период с октября по ноябрь того же года командовал мотомеханизированной группой на малоярославецком направлении, а затем принимал участие в ходе контрнаступлении под Москвой.
10 февраля 1942 года назначен на должность заместителя командующего 43-й армии по танковым войскам, которая вела боевые действия в районе Медыни и Демидова. С января 1943 года служил заместителем командующего Юго-Западного фронта по танковым войскам, а с апреля — командующим бронетанковыми и механизированными .
С 24 июня 1943 года генерал-майор танковых войск С. П. Чернобай находился в распоряжении командующего бронетанковыми и механизированными войсками Красной армии и 1 августа того же года назначен Командующим бронетанковыми и механизированными войсками Северо-Кавказского фронта, а 15 декабря того же года — начальником Тамбовского военного танкового лагеря, в 1944 году передислоцированного в Ровно и переименованного в Украинский военный танковый лагерь.

### Послевоенная карьера
После окончания войны находился на прежней должности.
В мае 1946 года назначен на должность командира 18-й танковой дивизии в составе Прикарпатского военного округа, 19 апреля 1947 года — на должность командира 10-й гвардейской механизированной Ровенской Краснознамённой ордена Суворова дивизии, однако в октябре того же года освобождён от занимаемой должности «за плохую подготовку дивизии и бездеятельность», после чего служил командиром 227-го армейского тяжелого танко-самоходного полка (Закавказский военный округ).
24 ноября 1949 года назначен на должность заместителя начальника по учебно-строевой части Ленинградской высшей офицерской бронетанковой школы имени В. М. Молотова, вскоре переименованной в Центральные бронетанковые курсы усовершенствования офицерского состава.
Генерал-майор танковых войск Семён Панкратьевич Чернобай 1 февраля 1957 года вышел в запас по ст. 59, п. «б» (по болезни) с правом ношения военной формы одежды. Умер 14 ноября 1968 года в Ленинграде. Похоронен на Богословском кладбище.

## Воинские звания
- Полковник (декабрь 1936 года);
- Генерал-майор танковых войск (14 октября 1942 года)[7].

## Награды
- Два ордена Ленина (30.01.1943, 21.02.1945);
- Два ордена Красного Знамени (03.11.1944, 15.11.1950);
- Орден Кутузова 2 степени (27.09.1944);
- Орден Отечественной войны 1 степени (25.10.1943);
- Медали.

## Память
- На могиле установлен надгробный памятник.
- Имя воина увековечено в Главном Храме Вооружённых сил России, и навсегда запечатлено на мемориале «Дорога памяти» [8]